# Río Primero (departement)
Río Primero is een departement in de Argentijnse provincie Córdoba. Het departement (Spaans: departamento) heeft een oppervlakte van 6.753 km² en telt 42.429 inwoners.

## Plaatsen in departement Río Primero
- Atahona
- Cañada de Machado
- Capilla de los Remedios
- Chalacea
- Colonia Las Cuatro Esquinas
- Comechingones
- Diego de Rojas
- El Crispín
- Esquina
- Kilómetro 658
- La Para
- La Posta
- La Puerta
- La Quinta
- Las Gramillas
- Las Saladas
- Maquinista Gallini
- Monte Cristo
- Obispo Trejo
- Piquillín
- Plaza de Mercedes
- Río Primero
- Sagrada Familia
- Santa Rosa de Río Primero
- Villa Fontana